# James Ward-Prowse
James Michael Edward Ward-Prowse (Portsmouth, 1 november 1994) is een Engels voetballer die doorgaans als centrale middenvelder speelt. Hij verruilde Southampton in augustus 2023 voor West Ham United. Ward-Prowse debuteerde in 2017 in het Engels voetbalelftal.

## Clubcarrière

### Southampton
Ward-Prowse werd op achtjarige leeftijd opgenomen in de jeugdopleiding van Southampton, ook al was zijn familie fan van het rivaliserende Portsmouth. Hij debuteerde op 25 oktober 2011 in het eerste elftal van The Saints, tijdens een wedstrijd in de League Cup tegen Crystal Palace. Hij maakte op 7 januari 2012 zijn eerste doelpunt als prof, in de FA Cup tegen Coventry City. Ward-Prowse debuteerde op 19 augustus 2012 in de Premier League, op de openingsspeeldag van het nieuwe seizoen tegen Manchester City. Hij begon in de basiself en werd na 66 minuten vervangen door Steven Davis, die amper drie minuten later The Saints op voorsprong bracht. Manchester City boog de achterstand alsnog om dankzij doelpunten van Edin Džeko en Samir Nasri (3–2). 
Ward-Prowse tekende op 19 november 2012 een nieuw vijfjarig contract dat hem tot medio 2017 aan Southampton verbond. Tijdens het seizoen 2012/13 kwam hij tot een totaal van vijftien competitieduels. Het seizoen erop speelde hij 34 competitiewedstrijden. Ward-Prowse maakte op 11 april 2015 zijn eerste doelpunt in de Premier League, tegen Hull City. Hij tekende in januari 2015 een nieuw contract tot medio 2020, wat hij in mei 2016 weer verlengde tot medio 2022.
Ward-Prowse kreeg een naam als specialist in vrije schoppen, waaruit hij regelmatig scoorde. Hij nam in juni 2020 aan het begin van zijn tiende seizoen bij Southampton de aanvoerdersband over van de vertrekkende Pierre-Emile Højbjerg. Hij miste dat seizoen geen wedstrijd. Ward-Prowse werd in zowel 2020/21 als in 2021/22 vijftiende met Southampton, maar eindigde in 2022/23 onder de degradatiestreep met zijn ploeggenoten. Zodoende speelde hij op 4 augustus 2023 voor het eerst in zijn carrière een competitiewedstrijd in de Championship. Het bleef zijn enige. 

### West Ham United
Ward-Prowse tekende tien dagen later een contract tot medio 2027 bij West Ham United, de nummer veertien van Engeland én winnaar van de Conference League in het voorgaande seizoen. Dat betaalde circa 35 miljoen euro voor hem.

#### Verhuur aan Nottingham Forest
In augustus 2024 werd hij voor de rest van het seizoen verhuurd aan Nottingham Forest.

## Clubstatistieken
| Seizoen        | Club                | Competitie     | Competitie | Competitie | Beker | Beker | Internationaal | Internationaal | Totaal | Totaal |
| Seizoen        | Club                | Competitie     | Wed.       | Dlp.       | Wed.  | Dlp.  | Wed.           | Dlp.           | Wed.   | Dlp.   |
| -------------- | ------------------- | -------------- | ---------- | ---------- | ----- | ----- | -------------- | -------------- | ------ | ------ |
| 2011/12        | Southampton         | Championship   | 0          | 0          | 2     | 1     | —              | —              | 2      | 1      |
| 2012/13        | Southampton         | Premier League | 15         | 0          | 4     | 0     | —              | —              | 19     | 0      |
| 2013/14        | Southampton         | Premier League | 34         | 0          | 5     | 0     | —              | —              | 39     | 0      |
| 2014/15        | Southampton         | Premier League | 25         | 1          | 5     | 0     | —              | —              | 30     | 1      |
| 2015/16        | Southampton         | Premier League | 33         | 2          | 3     | 0     | 3              | 0              | 39     | 2      |
| 2016/17        | Southampton         | Premier League | 30         | 4          | 7     | 0     | 6              | 0              | 43     | 4      |
| 2017/18        | Southampton         | Premier League | 30         | 3          | 3     | 1     | —              | —              | 33     | 4      |
| 2018/19        | Southampton         | Premier League | 26         | 7          | 3     | 0     | —              | —              | 29     | 7      |
| 2019/20        | Southampton         | Premier League | 38         | 5          | 6     | 0     | —              | —              | 44     | 5      |
| 2020/21        | Southampton         | Premier League | 38         | 8          | 6     | 1     | —              | —              | 44     | 9      |
| 2021/22        | Southampton         | Premier League | 36         | 10         | 6     | 1     | —              | —              | 42     | 11     |
| 2022/23        | Southampton         | Premier League | 38         | 9          | 7     | 2     | —              | —              | 45     | 11     |
| 2023/24        | Southampton         | Championship   | 1          | 0          | 0     | 0     | —              | —              | 1      | 0      |
| 2023/24        | West Ham United     | Premier League | 37         | 7          | 4     | 0     | 10             | 0              | 51     | 7      |
| 2024/25        | West Ham United     | Premier League | 1          | 0          | 1     | 0     | —              | —              | 2      | 0      |
| 2024/25        | → Nottingham Forest | Premier League | 8          | 0          | 0     | 0     | —              | —              | 8      | 0      |
| Carrièretotaal | Carrièretotaal      | Carrièretotaal | 390        | 56         | 62    | 6     | 19             | 0              | 471    | 62     |

## Interlandcarrière
Ward-Prowse maakte deel uit van verschillende Engelse nationale jeugdselecties vanaf Engeland –17. Hij kwam uit voor Engeland –20 op het WK –20 van 2013 en voor Engeland –21 op zowel het EK –21 van 2015 als het EK –21 van 2017. Ward-Prowse debuteerde op 22 maart 2017 in het Engels voetbalelftal, tijdens een oefeninterland tegen Duitsland. Hij moest twee jaar wachten op zijn tweede interland en daarna weer anderhalf jaar op zijn derde.